# Boom Overture
Pour les articles homonymes, voir Overture.
 (février 2022).
Dimensions
Le Boom Overture est un futur avion de ligne supersonique conçu par Boom Technology. Cet appareil fait suite au prototype Boom XB-1.

## Développement
En 2017, le Boom Overture est prévu pour transporter 55 passagers sur environ 8 000 km vers 2030, avec le lancement début 2023 de la construction d'une usine qui pourrait être opérationnelle avant fin 2024, près de Greensboro, NC et de l'aéroport international de Piedmont Triad. Les moteurs (Boom Symphony) devraient être conçus par la société Florida Turbine Technologies et assemblés par GE Additive. Le premier vol commercial est annoncé vers 2029. 
Début août[Quand ?], Boom montre le dernier modèle après plusieurs tests en soufflerie. Celui-ci aura désormais quatre moteurs placés en nacelle sous les ailes. De plus, l'avant du fuselage est plus large que l'arrière pour être plus aérodynamique[réf. souhaitée].

## Historique
United Airlines annonce sa première commande le 3 juin 2021 pour 15 avions et 35 options supplémentaires[réf. souhaitée]. 
Le 16 août 2022, la compagnie aérienne American Airlines passe une commande de 20 avions Overture. 
Début 2025, le nombre de commandes et pré-commandes de United Airlines, American Airlines et Japan Airlines se monte à 130. 

## Description
Le Boom Overture est proposé pour effectuer des services comme New York-Londres en 3 h 30. Il peut emporter entre 65 et 88 passagers en classe tout affaire, à une vitesse de croisière de Mach 1,7 (environ 2 200 km/h).  
Boom vante l'appareil comme étant le premier supersonique utilisant du biocarburant. 